# Peter Seiichi Shirayanagi
Peter Seiichi Shirayanagi (Hachioji, 17 de junho de 1928 — Tóquio, 30 de dezembro de 2009) foi um cardeal católico japonês e arcebispo da Arquidiocese de Tóquio. Participou do Conclave de 2005.

## Vida
Nascido em Hachiōji, Tóquio, Japão, Shirayanagi estudou na Universidade Sophia, graduando-se em filosofia em 1951 e se especializando em teologia em 1954. Ordenado sacerdote em 21 de dezembro de 1954 na Catedral Católica de Kanda, foi estudar na Pontifícia Universidade Urbaniana em Roma, doutorou-se em Direito Canônico em 1960.
Consagrado Bispo titular de Atenia e Auxiliar de Tóquio em 1966, foi nomeado Arcebispo titular de Castro e Arcebispo Coadjutor da Arquidiocese de Tóquio em 1969, e sucedeu ao cargo de Arcebispo de Tóquio em 1970. Como arcebispo, ele deu continuidade à Convenção Arquidiocesana de Tóquio, implementando os decretos do Concílio Vaticano II, e em 1989 liderou um grupo para visitar a Igreja Católica na China. De 1983 a 1992, ele presidiu a Conferência dos Bispos Católicos Japoneses, que abriu o Centro Católico Japonês em Tóquio em 1990.
Em 1994, o Papa João Paulo II o criou Cardeal com o título de Cardeal-presbítero de Santa Emerenciana em Tor Fiorenza. Em 12 de junho de 2000, ele se aposentou como arcebispo de Tóquio. Ele foi um dos cardeais eleitores que participaram do Conclave de 2005 que selecionou o Papa Bento XVI.
O cardeal Shirayanagi foi hospitalizado no início de agosto de 2009 por arritmia cardíaca, depois sofreu uma leve hemorragia cerebral. Em 23 de dezembro mudou-se para a Casa Loyola, um lar jesuíta para padres idosos em Tóquio, onde morreu em 30 de dezembro.
Shirayanagi era membro honorário da AV Edo-Rhenania zu Tokio , uma fraternidade de estudantes católicos afiliada à Cartellverband .
Esta é a lista de seus principais eventos de vida:
- Em 17 de junho de 1928, ele nasceu em Hachioji (Tóquio). Batizado no dia seguinte pelo Pe. Meirand (MEP)
- Em 21 de dezembro de 1954, foi ordenado sacerdote de Tóquio, Japão
- Em junho de 1960, formou-se na Pontifícia Universidade Urbaniana (Doutor em Direito Canônico)
- Em 15 de março de 1966, foi nomeado bispo auxiliar de Tóquio, Japão
- Em 8 de maio de 1966, foi consagrado bispo titular de Atenia
- Em 21 de fevereiro de 1970, ele sucedeu como arcebispo de Tóquio
- Em 26 de novembro de 1994, ele foi elevado a cardeal
- Em 17 de fevereiro de 2000, ele renunciou ao cargo de Arcebispo de Tóquio
- Em 18 de abril de 2005, participou do Conclave que elegeu o Papa Bento XVI
- No dia 24 de novembro de 2008, presidiu a Missa de Beatificação do padre. Kibe e 187 mártires (Nagasaki)
- Em 30 de dezembro de 2009, ele morreu na Loyola House (Tóquio)